# Sciapus rosaceus
Sciapus rosaceus är en tvåvingeart som först beskrevs av Christian Rudolph Wilhelm Wiedemann 1824.  Sciapus rosaceus ingår i släktet Sciapus och familjen styltflugor. Inga underarter finns listade i Catalogue of Life.